# Библиотечен каталог
Библиотечните каталози разкриват всестранно библиотечния фонд пред читателите посредством описание, класифициране и предметизиране на библиотечните материали. В България каталожната система се е развила под влияние на немската библиотечна традиция. Основните видове каталози са:

## Справочно-информационни каталози

### Традиционни каталози
Биват печатни и картови (фишови и микрофишови).

#### Формални каталози
- азбучен – авторски и по заглавия
- хронологичен
- географски

#### Реални каталози

##### Систематичен
Според различни класификационни системи. Най-разпространената в България понастоящем е Универсалната десетична класификация (УДК).

##### Предметен
По предметни рубрики. Най-големият предметен каталог е този на Националната библиотека.

##### Речников (енциклопедичен)
Характерни са за англосаксонската библиотечна система. Те стоят в семантичната основа на автоматизираните електронни каталози. В България нямат широко разпространение.

### Автоматизирани каталози
Електронен онлайн библиотечен каталог (OPAC) – основават се на интегрирани библиотечно-информационни системи като „Алеф“, „Кобис“ и други.

## Каталози по обхват

### Основен
Отразява фонда на една отделна библиотека или колекция.

### Частичен
Отразява отделна колекция или фонд.

### Централен
Отразява фондовете на основната библиотека и нейните филиали.

### Своден
Отразява колекциите на няколко самостоятелни библиотеки от национален или регионален мащаб. Такива са: Сводният каталог на библиотеките на БАН в Централната библиотека (49), Сводният каталог на академичните библиотеки в България (НАБИС) (15), Сводният каталог на чуждестранните книги в Националната библиотека (25), Сводният каталог на чуждестранните периодични издания в България в Националната библиотека (182), Сводният каталог на академичните библиотеки в Североизточна България в Библиотеката на Русенския университет (6), Сводният каталог на старопечатни, редки и ценни издания (4), Обединените каталози на Националния аграрен научно-информационен комплекс (4), Обединеният каталог на регионалните библиотеки (РЕГИНА) в Пловдивската народна библиотека (3) и други.

## Каталози по вид издания
- книги
- периодика
- официални издания
- дисертации
- карти
- нотни издания
- „сива“ литература
- некнижни материали

## Каталози по азбука
- кирилица – българска и небългарска
- латиница

## Каталози по предназначение
- читателски – всички изброени по-горе
- служебен – генерален (азбучен и топографски)